# Шамші Калдаяков
Шамші (Жамші) Калдая́ков (каз. Шәмші Қалдаяқов) (нар. 15 серпня 1930 р., село Шауїльдир, Південно-Казахстанська область, Казахська АРСР, РРФСР. — пом. 29 лютого‎ ‎1992 р.‎, Алмати, Казахстан)— казахський композитор, народний артист Казахстану, автор діючого Гімну Казахстану.

## Життєпис
‎При народженні йому дали ім'я Жамшид, проте називали Шамші, пізніше так і записали в документах.
У роки війни працював на тракторі, потім вступив до Капланбекського зооветеринарного технікуму, після закінчення якого 1950 року був направлений на роботу зоотехніком в Актюбинську область.
Служив в армії на Сахаліні. Після служби, в 1955 році, став студентом Ташкентського музичного училища, навчався на факультеті теорії музики, проте не закінчив його. Переїхав до Алма-Ати й в 1956 році став студентом консерваторії (клас композиції проф. В. В. Великанова). Один із засновників сучасної казахської естради. Ш.Калдаяков зміг зв'язати мелодію казахстанських естрадних песень з національним колоритом. Завдяки професіоналізму Шамші Калдаякова в Казахстані почала формуватися своя національна естрада, а в ній — його власна школа, котра існує досі. У 60-70-і роки Шамші Калдаяков досягає пику музичної кар'єри. Його называють казахським Штраусом, Шубертом чи просто «Ән-аға» — «людина-пісня».
При житті Калдаяков тривалий час утискався владою через свої пісні, котрі ідеологи партії вважали небезпечними. В 1974 р. він був вимушений покинути Алма-Ату, куди зміг повернутися лише через 18 років потому. В дні грудневих подій 1986 р. Калдаяков був разом із молоддю на майдані, де разом із «декабристами» співав «Мій Казахстан».
Свою першу патріотичну пісню «Менің Қазақстаным» на слова поета Жумекена Нажимеденова Шамші написав У 26 років. У січні 2006 року у столичній резиденції «Ақ Орда» ця пісня вперще залунала в якості Державного гімну країни в урочистий момент вступу Нурсултана Назарбаєва на посаду Президента Республіки Казахстан.

## Нагороди і звання
1965 — лауреат премії Ленінського комсомолу Казахстану.
1980 — заслуженний працівник культури Казахської РСР.
1991 — народний артист Казахської РСР.
2010 — лауреат Державної премії в галузі літератури і мистецтва Республіки Казахстан за 2010 рік за збірник пісень «Бакыт кушагында» (посмертно).

## Вшанування
- Від 1992 року щорічно проводиться республіканський конкурс-фестиваль імені Шамші Калдаякова, котрий тепер став Міжнародним фестивалем пісень імені Шамші Калдаякова «Менің Қазақстаным». Гран-прі II міжнародного фестивалю пісень імені Ш. Калдаякова в Астані складає 1 млн тенге.
- Іменем Калдаякова названо вулиці в містах Алмати, Актобе, Шимкент і Астани (Нур Султан).
- У 2006 році йому було встановлено пам'ятник на в Шимкенті на вулиці його імені.
- У 2010 році до 80-річного ювілею знаменитого земляка в центрі Шимкента звели цілий комплекс «Світ Шамші». В центрі — новий пам'ятник королю казахського вальсу.
- Іменем Шамші Калдаякова названо село Шамші Калдаяков в Каргалинському районі Актюбинської області (до 2007 року Александровка).
- Іменем Калдаякова названо Південно-казахстанська обласна філармонія в Шимкенті, музична школа в Шаульдирі.
- У 1991 році знято документальний фільм про Каялдакова «Жылдарым менщ, жырларым менщ» (реж. Т.Ахметов).
- «Людина-пісня» («Ан-ага», 2017) — так називається 8-серійний фільм про короля казахського вальсу — композитора Шамші Калдаякова.

## Інтернет-ресурси
- Калдаяков, Шамши // Казахстан. Национальная энциклопедия. — Алматы: Қазақ энциклопедиясы, 2005. — Т. III. — ISBN 9965-9746-4-0 [Архівовано 7 березня 2022 у Wayback Machine.].
- Король казахского вальса [Архівовано 30 вересня 2020 у Wayback Machine.]
- Жағалбайлы руы Кіші жүзге қайдан келген? [Архівовано 7 вересня 2019 у Wayback Machine.]
- Алена Смирнова. Шамши Калдаяков: 13 фактов из жизни композитора [Архівовано 27 листопада 2019 у Wayback Machine.]
- Альмира Алишбаева. Шамши не влюблялся в цыганку. Правду об авторе гимна Казахстана рассказывает его супруга Жамиля Калдаякова [Архівовано 27 листопада 2019 у Wayback Machine.]
- [Архівовано 21 червня 2020 у Wayback Machine.] Серіал «Ан-ага» — «Людина-пісня» (дивитися онлайн)